# Saunasaari (ö i Norra Savolax, Kuopio, lat 63,06, long 27,76)
Saunasaari är en ö i Finland. Den ligger i sjön Juurusvesi och Akonvesi och i kommunen Siilinjärvi i den ekonomiska regionen  Kuopio ekonomiska region  och landskapet Norra Savolax, i den centrala delen av landet, 400 km norr om huvudstaden Helsingfors. Öns area är 33,5 hektar och dess största längd är 1,1 kilometer i nord-sydlig riktning.